# Křesadlový zámek

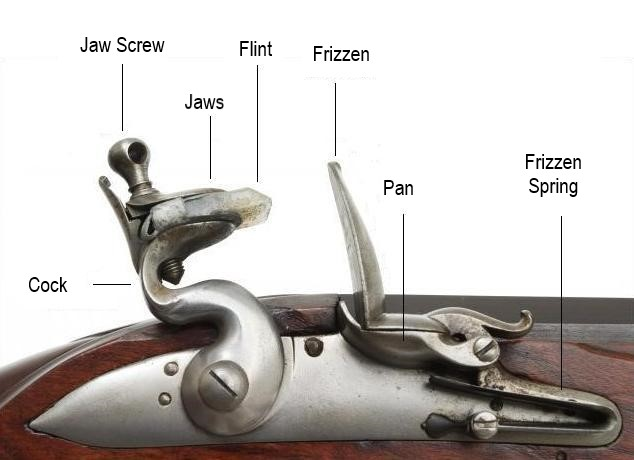
Mechanismus francouzského křesadlového zámku

Křesadlový zámek je mechanismus používaný v minulosti především na palných zbraních k zažehnutí výmetné náplně. Křesadlový zámek zapaluje výmetnou náplň úderem křesacího kamene na ocílku.

## Historický vývoj
Označení zámek bylo u palných zbraní používáno pro zážehové mechanismy založené na více principech.
V seřazení podle doby vzniku jsou předchůdci křesadlového zámku doutnákový zámek, a kolečkový zámek.
Naopak následníky křesadlového zámku jsou perkusní zámky různých konstrukcí. Perkusní zámky byly nahrazeny bicím mechnismem a zápalkou, která je součástí jednotného náboje, což je princip který je na počátku 21. století nejrozšířenější.

Animace principu křesadlového zámku

## Princip a různé konstrukce
Princip křesadlového zámku je patrný z animace, Na obrázku v úvodu článku jsou popsány jednotlivé součásti zámku. Otočný kohout (anglicky cock), je poháněn pružinou natahovanou střelcem. Kohout má v čelistech stažených šroubem (anglicky jaws, jaw screw) uchycený křesací kámen (flint).
Jako křesací kámen býval používán obvykle pazourek. Křesací kámen musí držet v čelistech kohoutu a jeho pracovní část musí mít nejlépe ostrou hranu. Pazourek je vhodný kámen na kterém lze tuto hranu vytvořit relativně jednoduše. Kamínek může být používán na několik set výstřelů, ale musí být opakovaně ostřen. Pro daný účel lze použít i jiné nerosty, například achát. U něj je ale výroba potřebného tvaru složitější a tedy i dražší.
Po stisku spouště se kohout pootočí a udeří křesacím kamínkem na ocílku, která je součástí krytu pánvičky (na obrázku označeno jako frizzen). Kryt pánvičky se odklopí a vzniklé jiskry zapálí prach na pánvičce. Hoření projde otvorem nazývaným zátravka do hlavně a dojde k výstřelu. Kryt pánvičky s ocílkou má svou pružinu, která jej drží na místě v poloze připravené k zapálení. (frizzen spring)
Křesadlový zámek má více konstrukcí a prošel určitým vývojem. 
Všechny uvedené zámky mají společný princip inicializace. Liší se konkrétním technickým provedením. Uvedené jsou varianty křesadlového zámku popsané v použitých zdrojích. Mimo to se lze setkat se zámky používající kombinaci některých konstrukčních vylepšení a tak nejsou vždy jednoznačně zařaditelné. Navíc lze najít zdroje používají odlišná pojmenování.

Ukázka křesadlového zámku bez krytu pánvičky

### Zámky švédské
Švédské (též kuronské) zámky neměly kryt pánvičky. Střelný prach na pánvičce nebyl dostatečně chráněn před vlhkostí a zámek tak byl méně spolehlivý.

### Zámky holandského typu
Tyto zámky měly kryt (víčko) pánvičky, které bylo ale odděleno od ocílky. Víčko se odklápělo natažením kohoutu.

### Zámky španělské
Tyto zámky měly kryt (víčko) pánvičky a ocílku spojeny do jedné součásti. Mimo spoušťového mechanismu, byl zbytek zámku umístěn vně zbraně.

### Doglock (psí zámek, nebo též miquelet)
Tyto zámky předcházejí francouzským zámkům. Mají vnější součástku nazývanou dog (pes), která mechanicky zajišťuje kohout s kamínkem v částečně natažené poloze. Tato součástka zapadá do zářezu v kohoutu tak, aby kohout nemohl náhodně udeřit například během nabíjení zbraně. Při plném natažení kohoutu je tato součátka vytlačena ze zářezu. Kohout zůstane zachycen v zadní poloze, odkud může být standardně uvolněn spouští. Jde vlastně o předchůdce dodnes používaného pojistného mechanismu nazývaného bezpečnostní záchyt bicího kohoutu. V některých zdrojí se používá pojem zámek miquelet i když podle jiných publikací vznikl tento pojem až 19. století. 

### Zámky francouzské
Tyto zámky mají opět spojeno víko pánvičky a ocílku do jedné součásti nazývané baterie. Kohout je umístěn vně zbraně a zbytek mechanismu zámku je krytý. Tento typ zámku ukazuje obrázek v úvodu článku. Tyto zámky navíc mají obvykle již ve svém vnitřním mechanizmu vytvořenu bezpečnostní mezipolohu kohoutu používanou u zbraní s vnějším kohoutem i v 21. století. V některých zdrojích se až tento typ zámku nazývá "true" flintlock, tedy "pravý" křesadlový zámek.

### Vnitřní křesadlový zámek
Zbraně používající vnitřní křesadlové zámky jsou poměrně vzácné. Tato varianta zámku nemá vnější kohout. Jeho funkci vykonává tyč s čelistmi pro kamínek. Tyto tyč vykonává přímočarý pohyb podobně jako přímoběžný úderník. Tato tyč je uložena za nábojovou komorou. Pánvička je umístěna na horní straně hlavně a její odklopný kryt má na spodní straně hlavně rýhování na které naráží při výstřelu kamínek. Za vynálezce tohoto systému je některými badateli považován Stanislav Patzelta, ale podle jiných by jím mohl být například i rakouský puškař Karl Bischof (Carl Pischoff). 

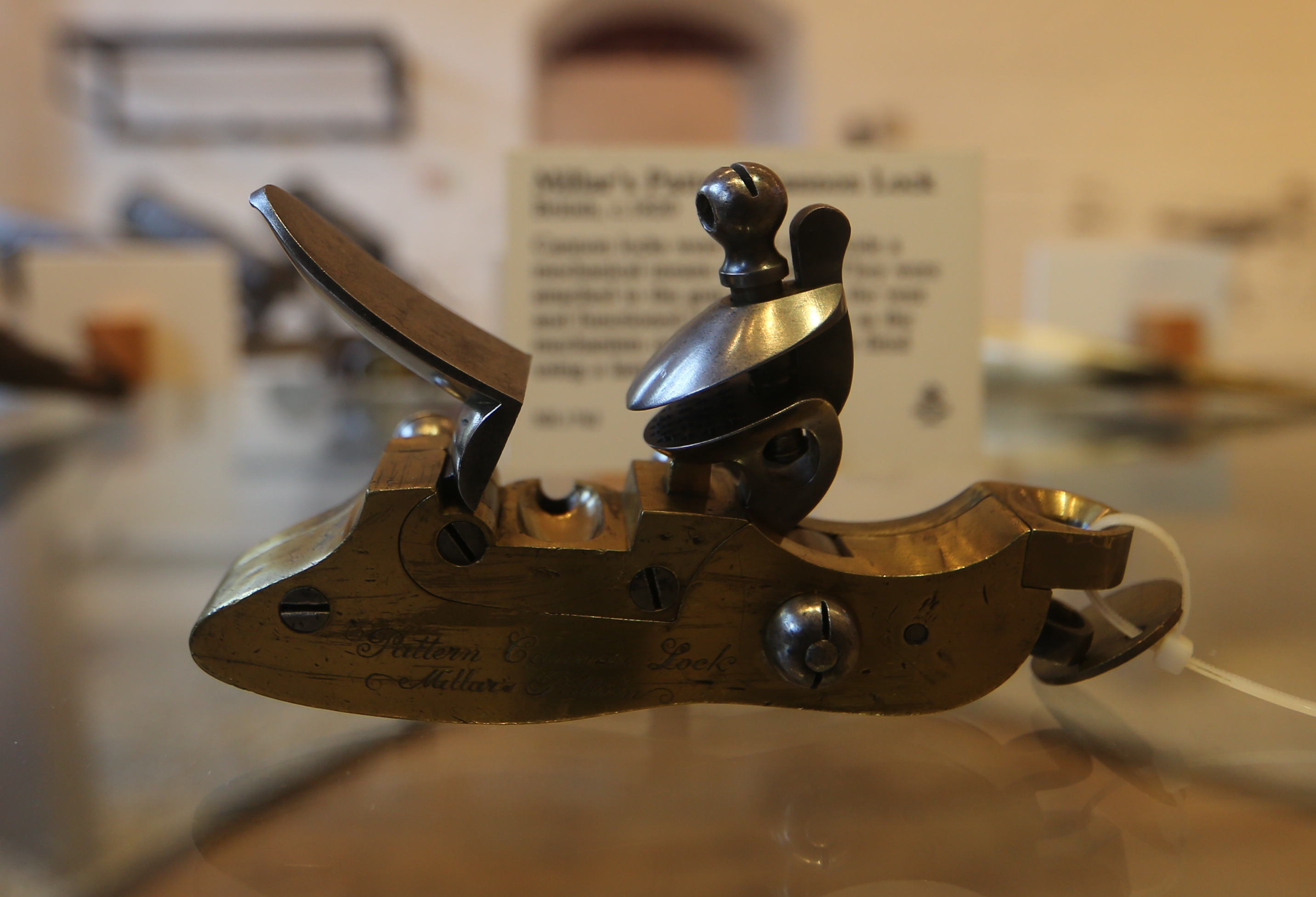
Křesadlový zámek 1820 pro použití na dělech

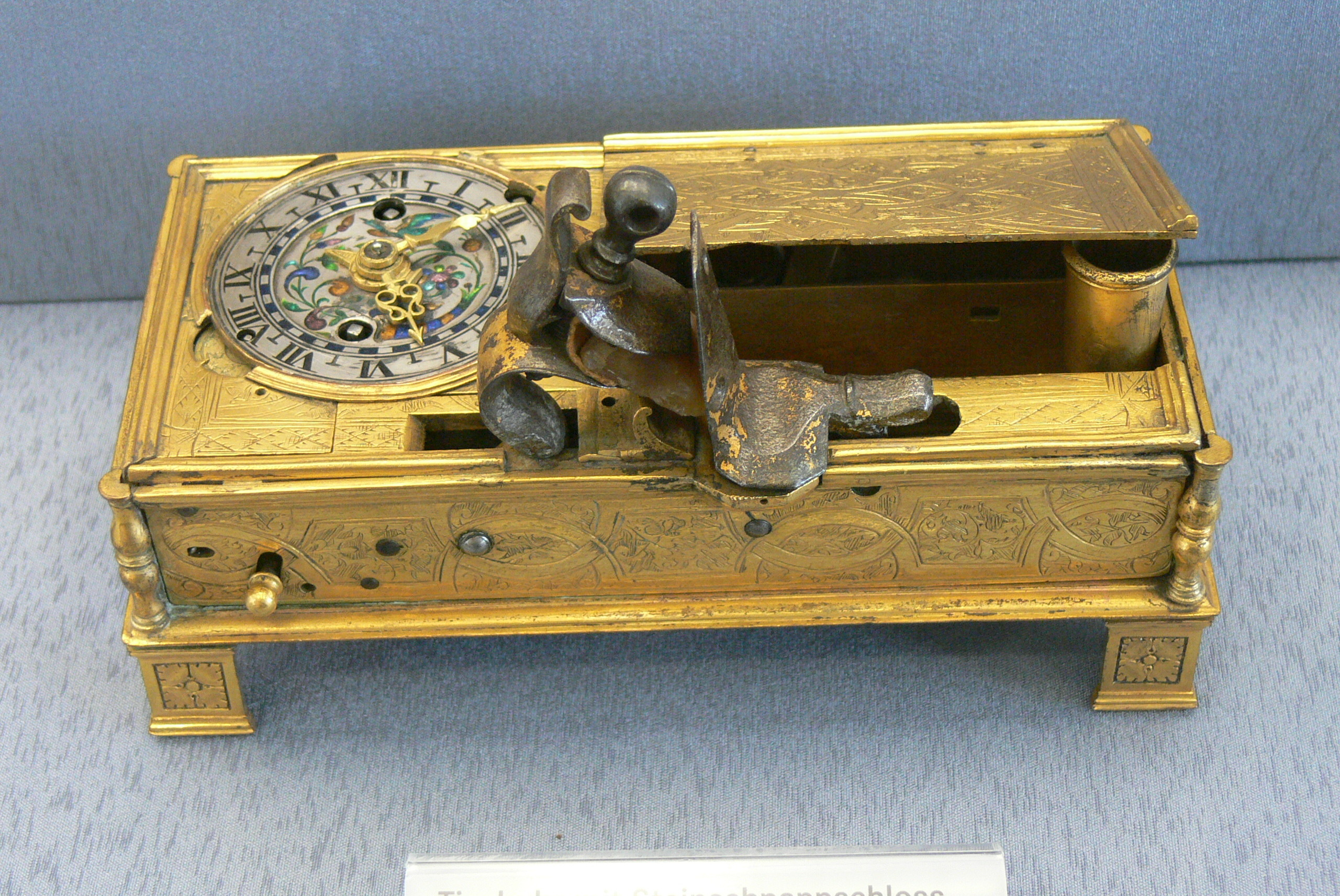
Křesadlový zámek na stolních hodinách

## Použití křesadlových zámků
Křesadlové zámky byly nejčastěji na ručních palných zbraních a to jak na dlouhých tak krátkých zbraních. Existovaly ale i zámky pro použití na dělech. Jejich použití přineslo zvýšení přesnosti střelby zejména u lodních děl. Na lodích bylo vzhledem k pohybu lodi na vlnách provést odpálení v přesně daný příhodný okamžik. Navíc bylo potřeba, aby obsluha děla stála za dělem a sledovala kam aktuálně míří. Vzhledem k zpětnému pohybu musela obsluha ještě dodržet bezpečnou vzdálenost. Křesadlové zámky na dělech byly proto obsluhovány pomocí lanka dostatečné délky.
Jiné, byť méně časté použití křesadlových zámků bylo v křesadlových zapalovačích používaných před vynálezem spolehlivých zápalek. Další varianta použití je na připojeném obrázku. Zde je křesadlový zapalovač součástí hodin, které v předem nastavený čas zapálí svíci.